# Buszra al-Asad

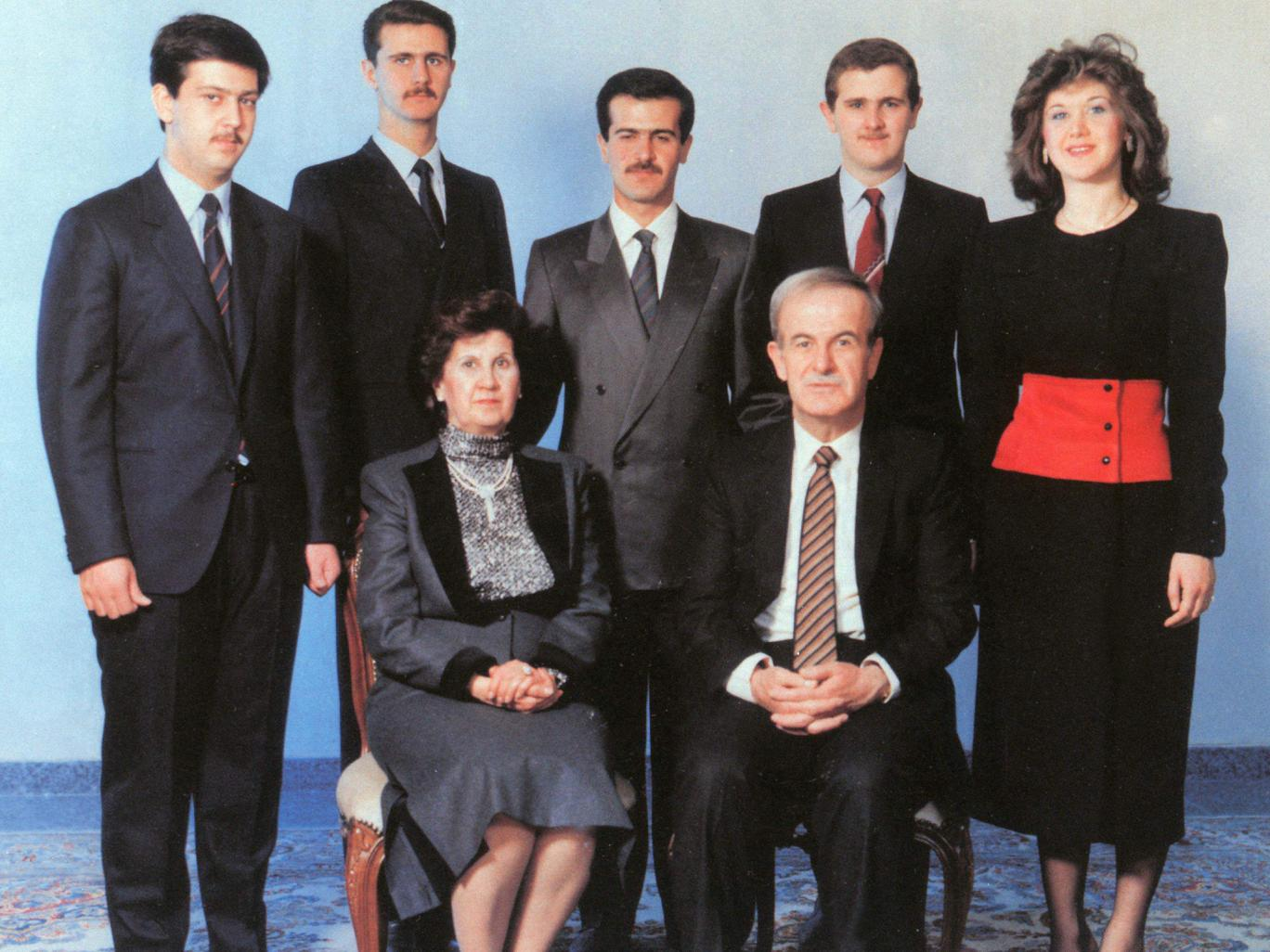
Buszra (stoi pierwsza z prawej) z rodzicami Hafizem al-Asadem i Anisą Machluf i braćmi

Buszra al-Asad (ur. 1960 w Kairze) – córka prezydenta Syrii Hafiza al-Asada. Formalnie nie pełniła żadnych stanowisk państwowych, posiadała jednak znaczne nieformalne wpływy polityczne, zwłaszcza po objęciu stanowiska prezydenta przez swojego młodszego brata Baszszara.

## Życiorys
Buszra al-Asad była drugim dzieckiem Hafiza al-Asada i jego żony Anisy Machluf; jej starsza siostra, również nosząca imię Buszra, zmarła jako roczne dziecko, jeszcze przed jej urodzeniem. Przyszła na świat w Kairze, gdzie jej ojciec służył w siłach powietrznych Zjednoczonej Republiki Arabskiej. W 1961 państwo to, powstałe po zawarciu unii przez Egipt i Syrię, rozpadło się, a al-Asad, działający w nielegalnym Komitecie Wojskowym partii Baas, został aresztowany. Jego żonę i córkę przewiózł do Syrii jego przyjaciel Mustafa Talas. Po Buszrze na świat przyszło jeszcze czterech synów al-Asadów: Basil, Madżid, Baszszar i Mahir.
Ukończyła studia w zakresie farmacji na Uniwersytecie Damasceńskim w 1982. Chociaż podobnie jak matka bardzo rzadko pojawiała się publicznie, była bardzo bliska ojcu i miała wpływ na jego decyzje polityczne. Miała m.in. z powodzeniem przekonywać go, by nie aresztował swojego brata Rifata, który w 1984 usiłował przeprowadzić przeciwko niemu zamach stanu.
W 1995 poślubiła Asifa Szaukata, oficera Gwardii Republikańskiej. Jej rodzina sprzeciwiała się temu związkowi, gdyż Szaukat był rozwodnikiem, ojcem pięciorga dzieci, a także był o dziesięć lat starszy od Buszry. Ostatecznie Hafiz al-Asad zaakceptował ten związek, co pozwoliło Szaukatowi szybko awansować w syryjskim Wywiadzie Wojskowym. Buszra al-Asad i jej mąż byli uważani za najbardziej wpływowe osoby w rodzinie al-Asadów, nazywano ich nawet „parą królewską”. W 2005 dzięki protekcji Buszry Szaukat stanął na czele Wywiadu Wojskowego. Wielu autorów podkreślało wpływ starszej siostry na działalność Baszszara al-Asada, sprawującego od 2000 urząd prezydenta Syrii, czy nawet sugerowało, że gdyby nie była kobietą, mogłaby sama objąć władzę po zmarłym ojcu. Według niektórych źródeł Buszra al-Asad była również szczególnie zaangażowana w rozwój syryjskiego przemysłu farmaceutycznego.
Kilka tygodni po śmierci męża, który zginął w lipcu 2012 w zamachu bombowym, Buszra al-Asad opuściła ogarniętą wojną domową Syrię i emigrowała do Dubaju. W 2014 znalazła się na liście osób związanych z rządem syryjskim objętych sankcjami Unii Europejskiej.